# アリスター
アリスター（ALLiSTER）は、1994年にアメリカ合衆国イリノイ州シカゴで結成されたポップ・パンク・バンド。2007年に活動を休止した後、2010年に活動を再開。

## メンバー
現メンバー
- スコット・マーフィー（Scott Murphy） - ベース、ボーカル（1998年 - 2007年、2010年 - ）
- ティム・ログナー（Tim Rogner） - ドラムス、ボーカル（1994年 - 2000年） / ギター、ボーカル（2000年 - 2007年、2010年 - ）
- カイル・ルイス（Kyle Lewis） - リードギター、バッキング・ボーカル（2003年 - 2007年、2010年 - ）
- マイク・レヴェランツ（Mike Leverence） - ドラムス（2003年 - 2007年、2010年 - ）

旧メンバー
- ジョン・ジョニー・ハマダ（John "Johnny" Hamada） - リードギター、ボーカル（1994年 - 2002年）
- エリック・スキッピー・ミューラー（Eric "Skippy" Mueller） - ベース、バッキング・ボーカル（1996年 - 1998年） / リズムギター、ボーカル（1998年 - 2000年）
- デヴィッド・デイヴ・ロッシ（David "Dave" Rossi） - ドラムス（2000年 - 2003年）
- クリス・ログナー（Chris Rogner） - リードギター、バッキング・ボーカル（2002年 - 2003年）

## ディスコグラフィ

### アルバム
- You Can't Do that on Vinyl （1998年）
- Dead Ends and Girlfriends （1999年）
- Last Stop Suburbia （2002年）
- Before the Blackout （2005年）
- Guilty Pleasures （2006年11月29日発売）スピッツの「チェリー」、サザンオールスターズの「TSUNAMI」、BEGINの「島人ぬ宝」を日本語で、森山直太朗の「さくら」を英語でカヴァーしている。
- Cowntdown to Nowhere （2010年）
- Life Behind Machines （2012年）
- Best of... 20 Years and Counting （2019年）